# Kathedrale von Auch

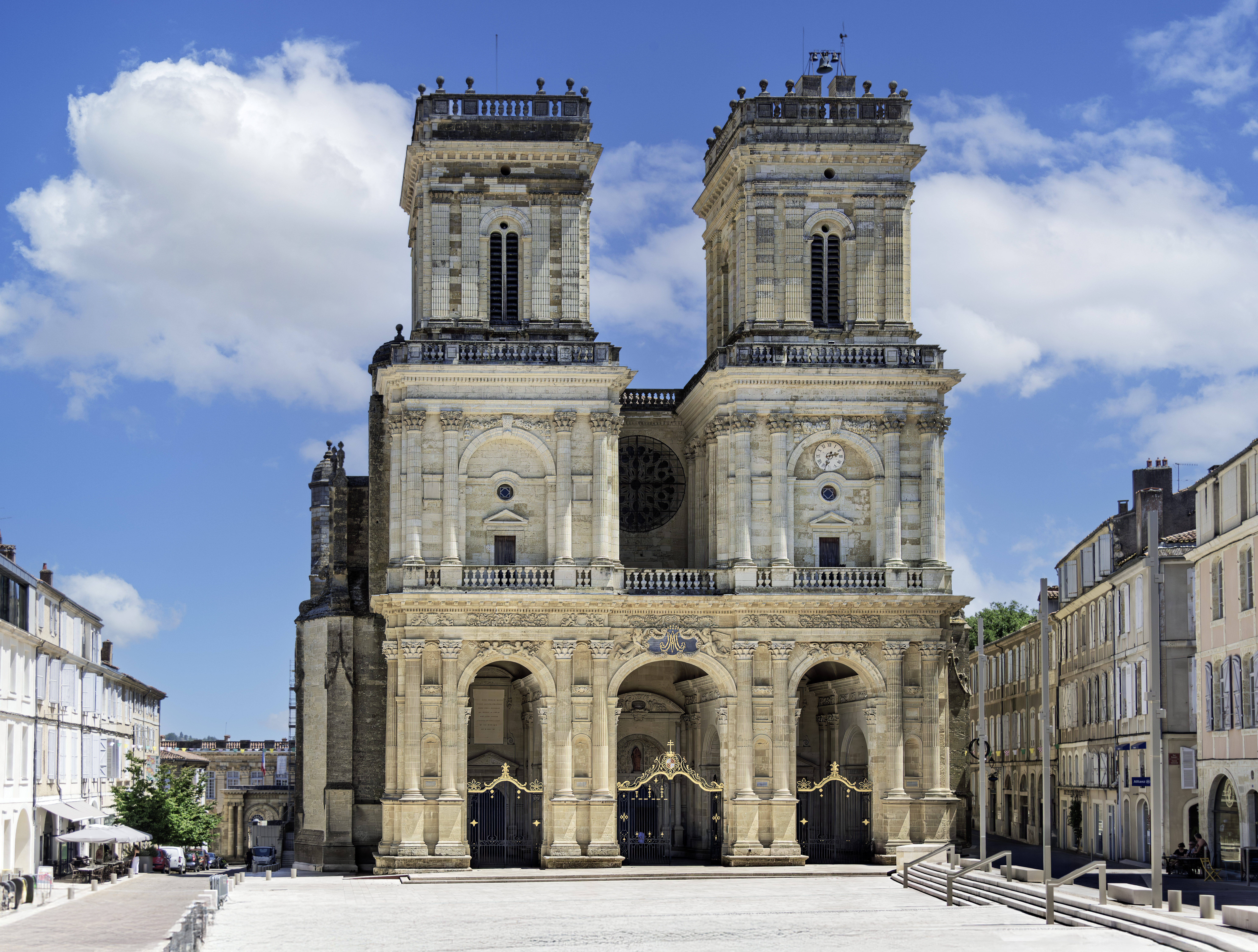
Fassade der Kathedrale Sainte-Marie in Auch

Grundriss der Kathedrale mit Binnenchor

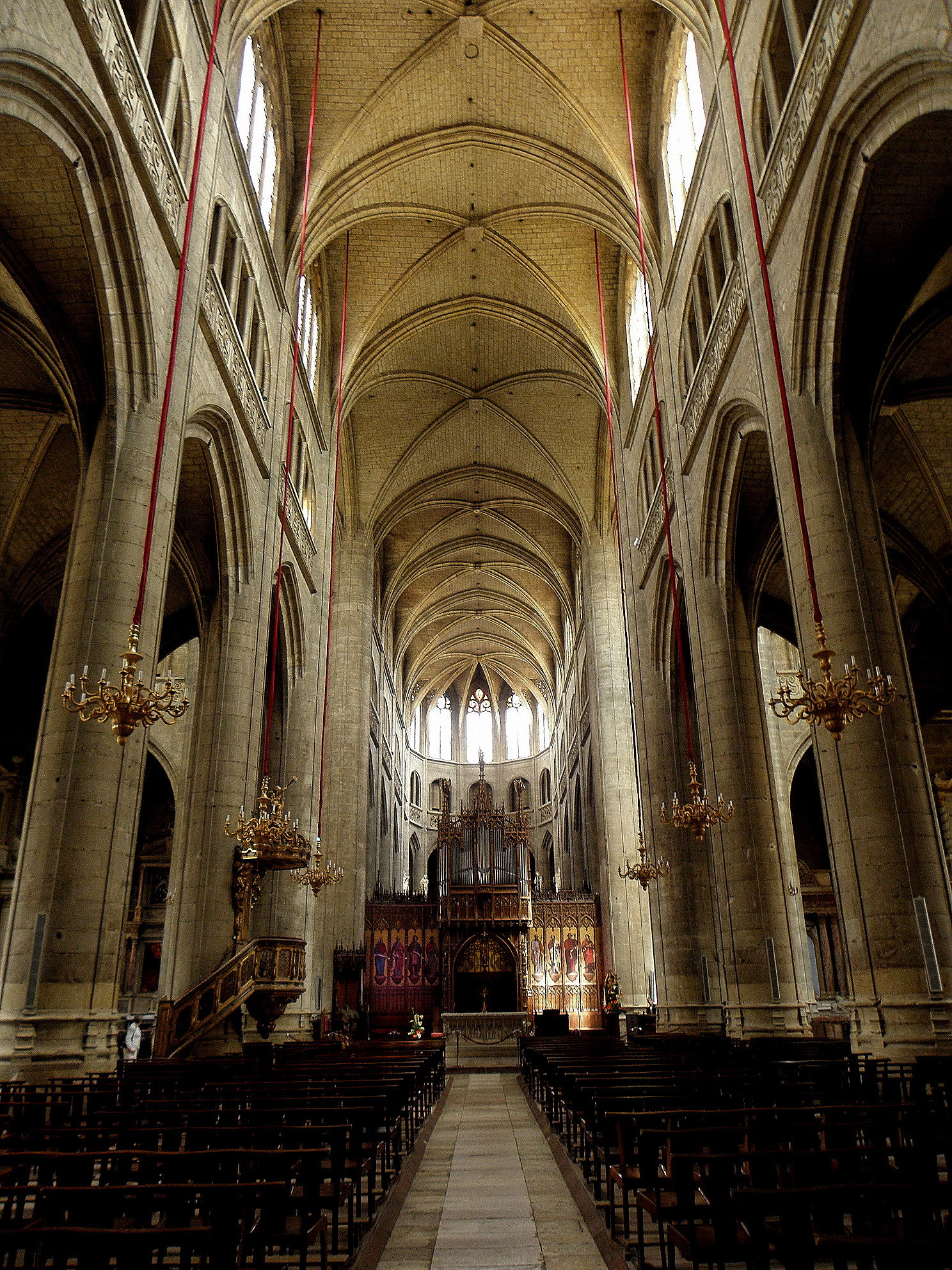
Mittelschiff der Kathedrale mit Binnenchor

Die Kathedrale von Auch oder die Kathedralbasilika Unserer Lieben Frau (französisch Basilique-Cathédrale Sainte-Marie d’Auch) ist eine römisch-katholische Kirche in Frankreich in der Stadt Auch in der Region Okzitanien. Sie ist die Kathedrale des Erzbistums Auch, sie trägt den Titel einer Basilica minor; überdies ist sie Teil des UNESCO-Welterbes Jakobsweg und seit dem Jahr 1906 als Monument historique anerkannt.

## Geschichte
Das Bistum Elusa oder Eauze entstand bereits im 3. Jahrhundert etwa 50 km nordwestlich von Auch. Nach der Zerstörung der ersten Kathedrale durch die Sarrazenen (oder die Normannen) begann Bischof Taurin II. im Jahr 849 mit dem Neubau auf einer gut zu verteidigenden Anhöhe; er wurde im Jahr 879 von Papst Johannes VIII. zum Erzbischof ernannt. Doch auch dieser Bau fiel im Jahr 920 zumindest teilweise einem Angriff der Sarrazenen zum Opfer. Der später heiliggesprochene Erzbischof Austindus begann im Jahr 1064 mit dem Neubau der Kathedrale, die jedoch gut hundert Jahre später (1171) einem Brand zum Opfer fiel. Danach entstanden noch drei oder gar vier Neubauten, die jedoch allesamt wieder verschwanden.
Der heutige Bau wurde im Juli 1489 auf Veranlassung des Bischofs Franz von Savoyen auf den Ruinen der romanischen Kathedrale des Bischofs St. Austinde begonnen und am 12. Februar 1548 in noch unvollendetem Zustand geweiht; erst nach einer Bauzeit von beinahe zwei Jahrhunderten wurde sie im Jahr 1680 fertiggestellt.

## Architektur
Die Kathedrale wurde im spätgotischen Stil als dreischiffige Basilika auf dem Grundriss eines lateinischen Kreuzes mit Haupt- und Seitenschiffen und einem Chorumgang mit Kapellenkranz begonnen; nach Westen schließen sich 18 Seitenkapellen an. Die etwa in der Mitte des Bauwerks befindlichen Querschiffe ragen seitlich nicht aus dem Baukörper heraus; in der Höhe orientieren sie sich jedoch am Gewölbe des Mittelschiffs und sind somit höher als die Seitenschiffe. Die Türme der Westfassade zeigen deutliche Renaissanceformen. Der Zugang ist durch fünf Portale möglich: drei im Westen und je eines in den Querschiffarmen. Die ca. 102 m lange und 35 m breite Kathedrale wurde Ende des 17. Jahrhunderts mit einer korinthischen Fassade und einem Portikus fertiggestellt. Ihre Gewölbe mit insgesamt 8½ Jochen ragen bis zu 26 m in die Höhe, was für südfranzösische Kirchenbauten schon recht hoch ist; die helmlosen Glockentürme enden in 44 m Höhe in umlaufenden Balustraden.
Im gesamten Bau der Kathedrale befinden sich keine Kapitelle; stattdessen entwickeln sich alle Bögen – wie bei vielen Bauten der Spätgotik üblich – unvermittelt aus den seitlichen Stützelementen.

## Ausstattung
- Wie bei vielen spanischen Großkirchen, so ist auch der östliche Teil der Kathedrale von Auch – und damit die eigentliche Messfeier am Hauptaltar – durch den Einbau eines Binnenchores (coro) den Blicken der Kirchgänger entzogen. Zum Ausgleich wurde an der Rückwand des Binnenchores ein zweiter Altar aufgestellt, in dessen Nähe sich die barocke Predigtkanzel befindet.
- Das Innere des Binnenchores enthält ein außergewöhnlich reich gestaltetes Chorgestühl (stalles) aus der ersten Hälfte des 16. Jahrhunderts mit 113 Sitzen in zwei Ebenen. Lange Zeit galt sein Schöpfer als unbekannt, doch wurde er vor einigen Jahren als Dominique Bertin aus Toulouse identifiziert.[4][5]
- Ebenfalls im Chorbereich befinden sich 18 Renaissance-Glasfenster (vitraux) aus den Jahren 1507–1513 von Arnaud de Moles.[6]
- Eine der Seitenkapellen birgt eine Grablegungsgruppe (mise au tombeau).[7]
- Von Bedeutung sind auch zahlreiche weitere Skulpturen und Gemälde.
- Die Krypta enthält mehrere Bischofssarkophage.

Die Hauptorgel wurde 1694 von dem Orgelbauer Jean de Joyeuse erbaut. Das Instrument wurde in den 1950er und 1990er Jahren restauriert.
| I Positif de dos C-f3 |        |
| Montre                | 8'     |
| Bourdon               | 8'     |
| Prestant              | 4'     |
| Flûte                 | 4'     |
| Nazard                | 2 ⁄3'  |
| Doublette             | 2'     |
| Tierce                | 1 3⁄5' |
| Larigot               | 1 ⁄3'  |
| Fournitures IV        |        |
| Cymbale III           |        |
| Cromorne              | 8'     |

| II Grand-Orgue C-f3 |         |
| Montre              | 16'     |
| Bourdon             | 16'     |
| Montre              | 08'     |
| Bourdon             | 08'     |
| Prestant            | 04'     |
| Grosse tierce       | 03 1⁄5' |
| Nazard              | 02 ⁄3'  |
| Doublette           | 02'     |
| Quarte              | 02'     |
| Tierce              | 01 3⁄5' |
| Flageolet           | 01'     |
| Cornet V            |         |
| Fournitures VI      |         |
| Cymbale IV          |         |
| Trompette           | 08'     |
| Voix humaine        | 08'     |
| Clairon             | 04'     |

| III Récit c1-f3 |
| Cornet V        |

| IV Echo C-f3  |        |
| Bourdon       | 8'     |
| Prestant      | 4'     |
| Nazard        | 2 ⁄3'  |
| Quarte        | 2'     |
| Tierce        | 1 3⁄5' |
| Plein-jeu V   |        |
| Voix humaine0 | 8'     |

| Pédale C-f1 |     |
| Bourdon     | 16' |
| Flûte       | 08' |
| Flûte       | 04' |
| Bombarde    | 16' |
| Trompette   | 08' |
| Clairon     | 04' |

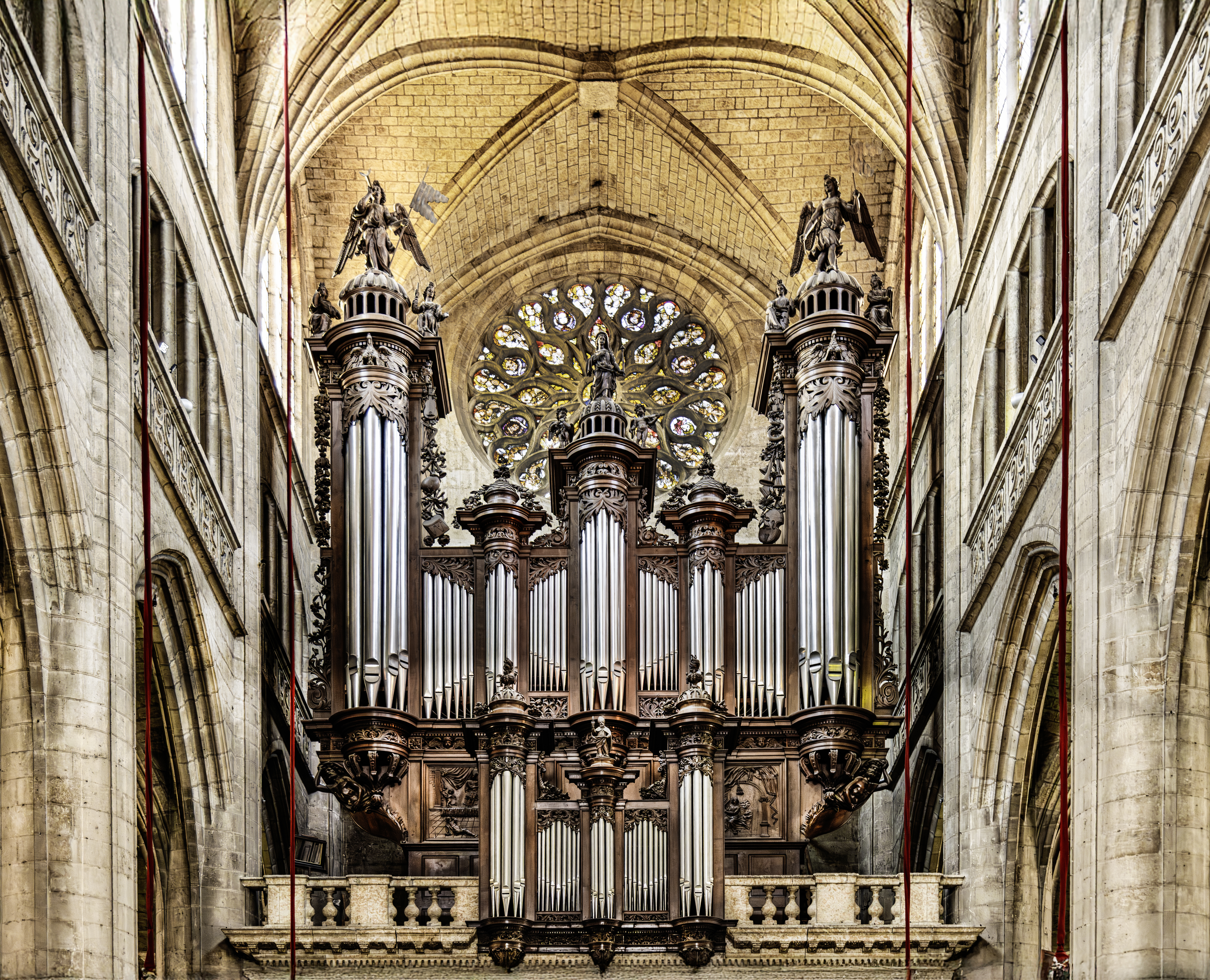
Hauptorgel

Die Chororgel wurde von dem Orgelbauer Aristide Cavaillé-Coll erbaut.

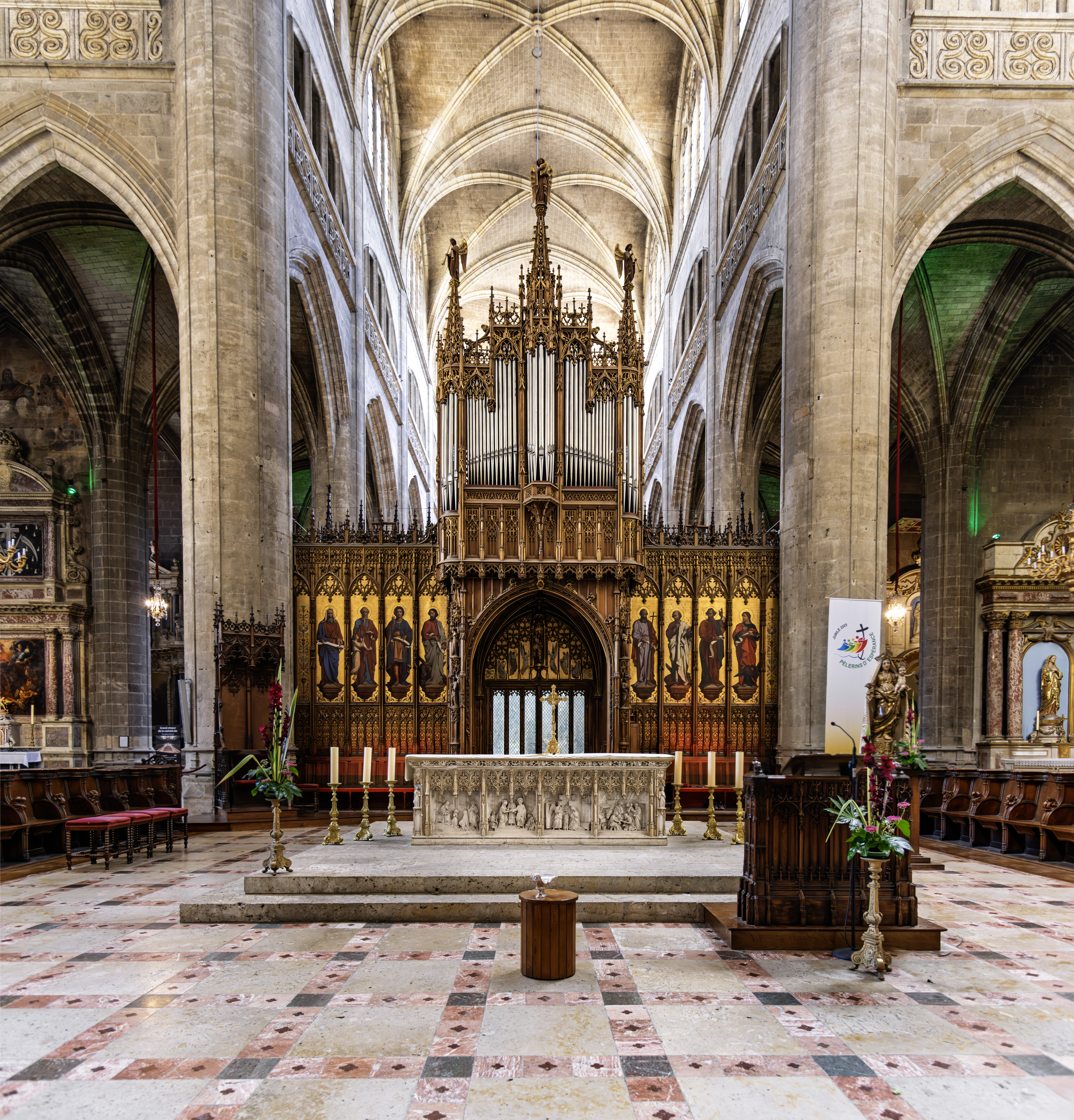
Chororgel

| I Grand Orgue C-f3    |       |
| Montre                | 8'    |
| Bourdon               | 8'    |
| Flûte harmonique      | 8'    |
| Viole de gambe        | 8'    |
| Flûte                 | 4'    |
| Quinte                | 2 ⁄3' |
| Doublette             | 2'    |
| Trompette harmonique0 | 8'    |
| Clairon               | 4'    |

| II Récit expressif f1-f3 |    |
| Bourdon                  | 8' |
| Gambe                    | 8' |
| Voix céleste             | 8' |
| Flûte octaviante         | 4' |
| Hautbois                 | 8' |
| Voix humaine             | 8' |

## Kathedralmuseum
Im Jahr 2015 wurde das Kathedralmuseum eingeweiht, welches zahlreiche Objekte der sakralen Kunst präsentiert.